# Frankfurter Allgemeine Versicherungs-AG
Die Frankfurter Allgemeine Versicherungs-AG (kurz: FAVAG) war eine bedeutende deutsche Versicherung in Frankfurt am Main.

## Geschichte
Sie wurde 1865 als Frankfurter Glas-Versicherungs-Gesellschaft begründet und erlebte einige Umbenennungen. 1886 änderte sie ihren Namen in Frankfurter Transport-, Unfall- und Glas-Versicherungs-AG. 1911 erfolgte die letzte Namensänderung. 1929 war die Gesellschaft der zweitgrößte deutsche Versicherungskonzern. Das Institut brach Ende der 1920er Jahre in einem der größten Finanzskandale der Weimarer Republik zusammen.

### FAVAG-Skandal
Riskante Engagements von Vorstandsmitgliedern, die über Strohmänner und Tochtergesellschaften Mittel in die eigene Tasche abzweigten, trieben die so genannte FAVAG in die Zahlungsunfähigkeit. Ende August 1929 übernahm die Allianz und Stuttgarter Lebensversicherungs A.G. die Gesellschaft. Über das Ende der Gesellschaft gab es eine reichsweite Berichterstattung, die europaweit Beachtung fand. Der Zusammenbruch der FAVAG gilt heute als ein Beschleuniger der deutschen Wirtschaftskrise, die zum Aufstieg der NSDAP führte.